# العلاقات البرتغالية الدومينيكانية
العلاقات البرتغالية الدومينيكانية هي العلاقات الثنائية التي تجمع بين البرتغال وجمهورية الدومينيكان.

## مقارنة بين البلدين
هذه مقارنة عامة ومرجعية للدولتين:
| وجه المقارنة                                              | البرتغال                                                  | جمهورية الدومينيكان |
| --------------------------------------------------------- | --------------------------------------------------------- | ------------------- |
| المساحة (كم2)                                             | 92.21 ألف                                                 | 48.67 ألف           |
| عدد السكان (نسمة)                                         | 10.60 مليون                                               | 10.40 مليون         |
| الكثافة السكانية (ن./كم²)                                 | 114.95                                                    | 213.68              |
| العاصمة                                                   | لشبونة                                                    | سانتو دومينغو       |
| اللغة الرسمية                                             | اللغة البرتغالية، اللغة الميراندية                        | اللغة الإسبانية     |
| العملة                                                    | يورو، اسكودو برتغالي                                      | بيزو دومنيكاني      |
| الناتج المحلي الإجمالي (بليون دولار)                      | 217.57 مليار                                              | 75.93 مليار         |
| الناتج المحلي الإجمالي (تعادل القوة الشرائية) بليون دولار | 307.82 مليار                                              | 149.89 مليار        |
| الناتج المحلي الإجمالي الاسمي للفرد دولار أمريكي          | 19.22 ألف                                                 | 6.47 ألف            |
| الناتج المحلي الإجمالي للفرد دولار أمريكي                 | 28.76 ألف                                                 | 13.26 ألف           |
| مؤشر التنمية البشرية                                      | 0.830                                                     | 0.715               |
| رمز المكالمات الدولي                                      | +351                                                      | +1809، +1829، +1849 |
| رمز الإنترنت                                              | .pt                                                       | .do                 |
| المنطقة الزمنية                                           | توقيت غرب أوروبا، توقيت غرب أوروبا الصيفي، أوروبا/لشبونة ‏ | 00                  |

## مدن متوأمة
في ما يلي قائمة باتفاقيات التوأمة بين مدن برتغالية ودومينيكانية:
- ترتبط لشبونة مع سانتو دومينغو باتفاقية توأمة منذ 28 سبتمبر 1992.

## منظمات دولية مشتركة
يشترك البلدان في عضوية مجموعة من المنظمات الدولية، منها:
| علم المنظمة | اسم المنظمة                        | تاريخ انضمام البرتغال | تاريخ انضمام جمهورية الدومينيكان |
| ----------- | ---------------------------------- | --------------------- | -------------------------------- |
|             | المنظمة الهيدروغرافية الدولية      | ?                     | ?                                |
|             | الاتحاد البريدي العالمي            | ?                     | ?                                |
|             | يونسكو                             | 11 مارس 1965          | 4 نوفمبر 1946                    |
|             | البنك الدولي للإنشاء والتعمير      | 29 مارس 1961          | 18 سبتمبر 1961                   |
|             | منظمة التجارة العالمية             | ?                     | ?                                |
|             | وكالة ضمان الاستثمار متعدد الأطراف | 6 يونيو 1988          | 7 مارس 1997                      |
|             | منظمة الشرطة الجنائية الدولية      | ?                     | ?                                |
|             | مؤسسة التمويل الدولية              | 8 يوليو 1966          | 31 أكتوبر 1961                   |
|             | الأمم المتحدة                      | 14 ديسمبر 1955        | 24 أكتوبر 1945                   |
|             | مؤسسة التنمية الدولية              | 29 ديسمبر 1992        | 16 نوفمبر 1962                   |
|             | منظمة حظر الأسلحة الكيميائية       | ?                     | ?                                |

## أعلام
هذه قائمة لبعض الشخصيات التي تربطها علاقات بالبلدين:
- ماركوس انطونيو كابرال (سياسي من جمهورية الدومينيكان، 10 أبريل 1842 – 3 مارس 1903)

## وصلات خارجية
- موقع وزارة الخارجية البرتغالية